# Liga de la Costa del Pacífico 1948-49
La Temporada 1948-49 de la Liga de la Costa del Pacífico  fue la 4.ª edición y comenzó el 29 de octubre de 1948.
Esta campaña estuvo llena de aprendizajes, pues si bien aparecieron grandes estrellas en el firmamento deportivo, en los escritorios de las oficinas de cuando menos la mitad de los clubes las preocupaciones estuvieron a la orden del día. La competencia tomó un calor nunca antes visto y así como las dificultades emergieron, también hay que decirlo, hubo excelentes manifestaciones de un béisbol de calidad superior a la observada en las anteriores ediciones.
La temporada comenzó el día viernes 29 de octubre de 1948 visitando Hermosillo a Mochis, Culiacán a Guaymas y Obregón a Mazatlán. El equipo de Arroceros de Ciudad Obregón cambió su nombre a Trigueros de Ciudad Obregón.
La temporada finalizó el 13 de marzo de 1949, los Tacuarineros de Culiacán se coronaron campeones al terminar en la primera posición del standing, logrando así su primer campeonato en el béisbol profesional de la Liga de la Costa del Pacífico, iniciando una serie de triunfos excepcionales que lo llevarían a ser uno de los mejores clubes en los 13 años de vida del torneo. 
No cabe duda de que Culiacán fue el gran equipo, el merecido campeón. Su mejor béisbol con las grandes estrellas que brillaron en todos los diamantes de la Costa ofrecieron un espectáculo inolvidable. Junto con Mazatlán y Obregón conformaron las escuadras de primer nivel, mientras que Guaymas, Hermosillo y Mochis hicieron lo suficiente para calificarlos como novenas de mucha menor categoría. 
El club de Culiacán dejó claro en esta IV temporada que quería consolidarse como un equipo protagonista de batallas titulares, como lo ha sido hasta nuestros días después de más de 60 años de béisbol profesional en el noroeste de México.

## Sistema de competencia
Se estableció el sistema de competencia de "todos contra todos", se programó un calendario corrido sin vueltas, jugando 20 series, resultando campeón el equipo con mayor porcentaje de ganados y perdidos (primera posición). 

### Calendario
- Número de Series: 2 series en casa x 5 equipos = 10 series + 10 series de visita = 20 series
- Número de Juegos: 20 series x 3 juegos = 60 juegos

## Datos Sobresalientes
- En esta campaña se inauguró el Estadio General Ángel Flores, casa de los Tacuarineros de Culiacán.

## Equipos participantes
| Liga de la Costa del Pacífico 1948-49 |           |                   |                        |                         |           |
| Equipo                                | Fundación | Mánager           | Ciudad                 | Estadio                 | Capacidad |
| Ostioneros de Guaymas                 | 1945      | Juan Guerrero     | Guaymas, Sonora        | "Abelardo L. Rodríguez" | 5,000     |
| Pericos de Los Mochis                 | 1947      | Lázaro Salazar    | Los Mochis, Sinaloa    | Mochis                  | 3,000     |
| Queliteros de Hermosillo              | 1944      | Virgilio Arteaga  | Hermosillo, Sonora     | Fernando M. Ortiz       | 5,000     |
| Tacuarineros de Culiacán              | 1945      | Manuel Arroyo     | Culiacán, Sinaloa      | General Ángel Flores    | 4,000     |
| Trigueros de Ciudad Obregón           | 1947      | Ángel Castro      | Ciudad Obregón, Sonora | Álvaro Obregón          | ***       |
| Venados de Mazatlán                   | 1945      | Guillermo Garibay | Mazatlán, Sinaloa      | Mazatlán                | ***       |

## Juego de Estrellas
La 4.ª edición del juego de estrellas de la Liga de la Costa del Pacífico, fue celebrado el 24 de febrero de 1949 en el estadio Álvaro Obregón, en Ciudad Obregón, nuevamente se enfrentaron los jugadores nacionales contra los extranjeros, finalmente los extranjeros vencieron 6-1 a los nacionales.

## Standing
| Equipos                     | JJ | JG | JP | JE | PCT  | JV   |
| --------------------------- | -- | -- | -- | -- | ---- | ---- |
| Tacuarineros de Culiacán    | 63 | 39 | 21 | 3  | .650 | -    |
| Trigueros de Ciudad Obregón | 62 | 38 | 22 | 2  | .633 | 1.0  |
| Venados de Mazatlán         | 61 | 37 | 23 | 1  | .617 | 2.0  |
| Pericos de Los Mochis       | 62 | 29 | 31 | 2  | .483 | 10.0 |
| Queliteros de Hermosillo    | 60 | 19 | 41 | -  | .317 | 20.0 |
| Ostioneros de Guaymas       | 62 | 18 | 42 | 2  | .300 | 21.0 |

| Campeón |

Nota: El equipo campeón se definió por la primera posición en el standing.

## Cuadro de honor
| Equipos                     | Posición   |
| --------------------------- | ---------- |
| Tacuarineros de Culiacán    | Campeón    |
| Trigueros de Ciudad Obregón | Subcampeón |
| Venados de Mazatlán         | 3° Lugar   |
| Pericos de Los Mochis       | 4° Lugar   |
| Queliteros de Hermosillo    | 5° Lugar   |
| Ostioneros de Guaymas       | 6° Lugar   |

## Designaciones
A continuación se muestran a los jugadores más valiosos de la temporada.
| Designación         | Ganador      | Equipo                                               |
| ------------------- | ------------ | ---------------------------------------------------- |
| Jugador Más Valioso | Walter McCoy | Queliteros de Hermosillo-Arroceros de Ciudad Obregón |